# MP 05
MP 05(프랑스어: Metro Pneu appel d'offre 2005)는 2005년 파리 메트로에 도입한 RATP의 무인운전 고무차륜 통근형 전동차이다. 초기 49대는 노선 자동화를 위해 1호선에서 구형 MP 89를 대차하도록 설계되었다. 배차 간격을 개선하고 생투앵 방면 북쪽 연장에 대비하기 위해 2017년까지 18대의 MP 05를 추가로 14호선에 배치하도록 지시했으며, 1호선에 대한 서비스 향상도 제공했다. 열차는 알스톰에서 제조하였다.
MP 05 열차는 파리 메트로에서 에어컨을 포함한 두 번째 철도 차량으로, 첫 번째는 MF 01이었다.

## 역사

### 1호선 자동화
2000년대초 완전 자동화된 14호선의 성공에 따라, RATP는 추가 노선을 자동화할 계획을 세웠다. 자동화는 파리가 철도 산업에서 기술 혁신의 모델로 남을 뿐만 아니라 RATP 노동자들이 파업할 때 운행 가능한 노선을 늘릴 수 있게 된다.
RATP는 먼저 네트워크에서 가장 혼합한 노선이자 관광객들이 가장 많이 이용하는 노선인 1호선에 초점을 맞췄다. 그러나 이 노선의 MP 89 CC 차량은 자동화가 되어 있지 않았다. RATP는 기존 MP 89 열차 편성을 4호선의 노후 MP 59 대차를 위해 그대로 용도변경할 수 있기 때문에 개조보다는 교체하는 쪽을 택했다.
2015년 10월 23일, 알스톰과 RATP는 67번째이자 최종 MP 05 철도 차량을 생산했다. .

### 제조사
RATP는 고무차륜 지하철 제조를 한 경험이 있는 유일한 제조업체인 알스톰과 2005년 10월 20일에 49대의 MP 05 열차 납품 계약을 체결함과 함께 추가로 10대의 열차, 예비 부품 및 관련 공구도 납품받게 되었다. 총 주문액은 4억7400만 유로(약 6억4000만 달러)로, 열차당 약 970만 유로(약 1300만 달러)에 달했다.
계약에 따라 작업중인 프랑스와 캐나다의 알스톰 공장은 다음과 같다.:
- 발랑시엔: 열차 건설 및 관련 장비 통합.
- 르크뢰조 : 대차 제조.
- 오르낭 : 전동기 제조.
- 타르브 : 견인 장비 제조.
- 빌뢰르반, 몬트리올(캐나다) : 탑승 시스템 구축.

### 1호선 납품 및 운행

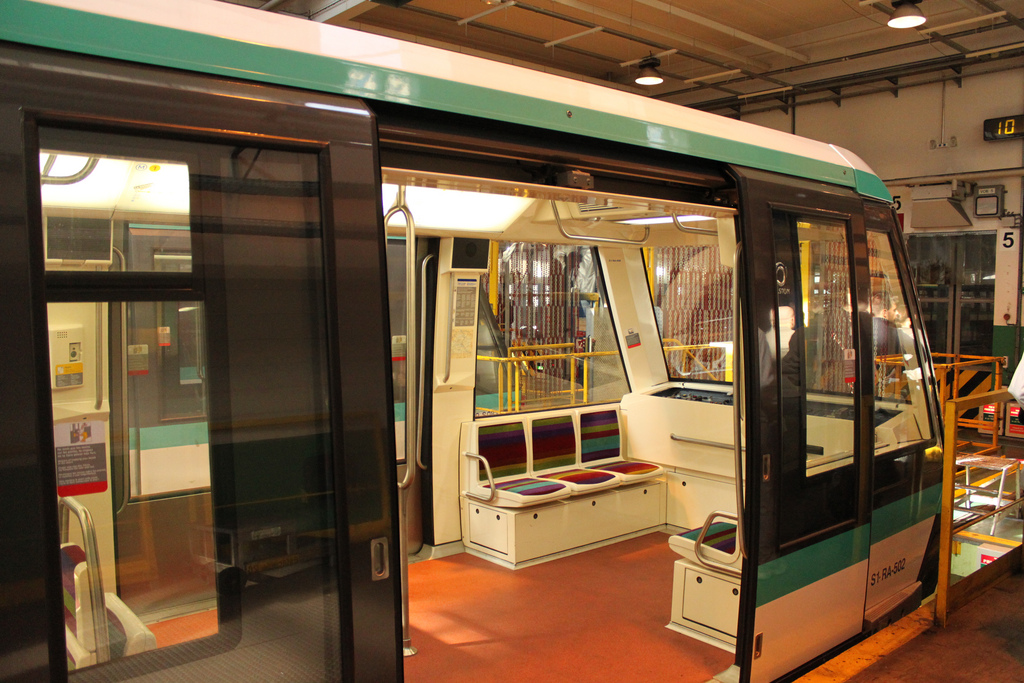
퐁트네 차량사업소에서의 MP 05와 내부

알스톰은 2008년 발랑시엔에 첫 열차를 제조하기 시작했다. 첫 열차는 2009년 5월 초에 RATP에, 퐁트네 차량사업소로 전달되었다. 2010년 3월말, 2호 열차(501)가 같은 차량기지로 옮기었다. 2009년 6월 12일 역내 자동 출입문 제조를 위한 착공식에서 기자들을 초청하여 502호 열차를 관람하였다. 2011년 11월 3일, 501호~509호 열차의 영업 운행에 들어갔다. 2013년 4월 1일 현재 운행중인 열차는 49대이며, 필요할 경우 열차를 10대 추가 운행할 수 있다.

### 14호선용 개조
2009년 5월 27일, STIF는 약 5,000만 유로의 비용으로 4대의 MP 05 열차를 주문하여 14호선의 기존 MP 89CA 열차를 보완했다. 2013년부터 운행에 들어간 이들 4개 전동차(581~584호)는 구형 전동차와 동일한 RATP 도색으로 되어있다. 이후 메리 드 생투앵 행 북부 연장선에 대비해 14대의 열차가 추가로 발차됐다. 추가 열차는 (585–598호로 부여됨) RATP–STIF 도색을 포함시켰다.
2015년 기준, 2020년경에 8량 편성된 차세대 MP 14 철도 차량이 MP 89CA와 MP 05 차량을 대체하기 시작할 것으로 예상하고 있다. 이를 통해 두 선행 차량을 모두 1호선이나 4호선 등 다른 노선에 재할당할 수 있게 된다.

### 1호선용 개조
2015년 5월 현재 1호선에서 5대의 전동차(원래 14호선에 발주한 18대의 전동차에서 온 것)가 추가로 투입됐다. 이 열차번호는 550호에서 554호까지 매겨져 있으며, RATP/STIF 도색로 도색되어 있다. 이로써 열차 585호부터 594호까지 14호선에 배정되었다.

## 특징 및 외관

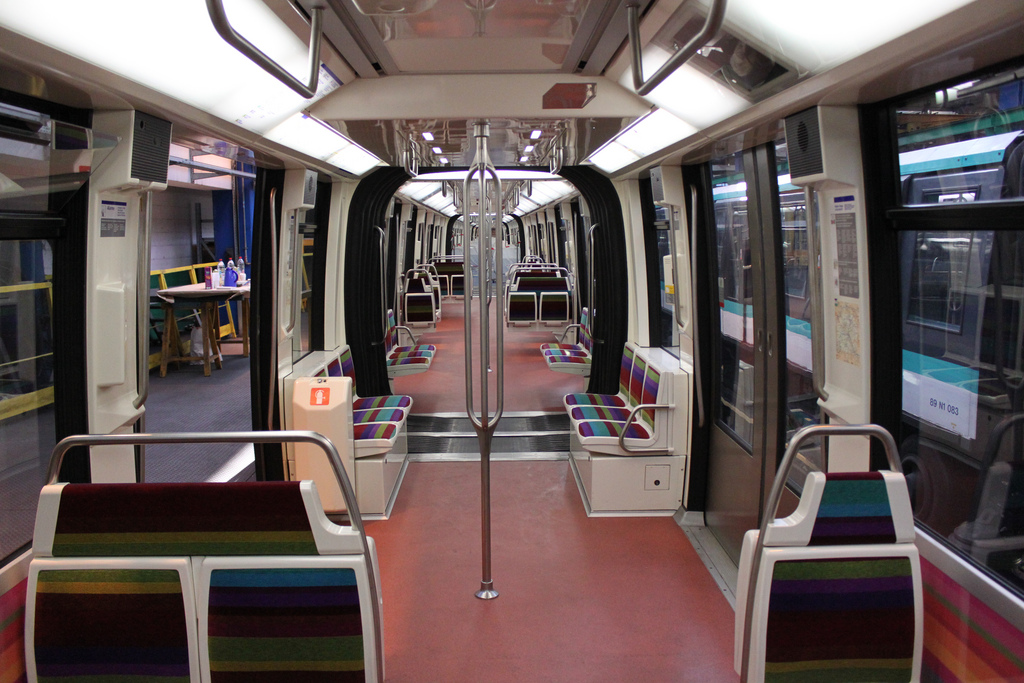
신형 MP 05 열차의 내부 배치.

MP 05는 MP 89CA를 기반으로 하며 외관은 동일하다. 그러나 MP 05는 MP 89와 달리 LED형 전조등으로 더 밝다.
RATP는 MP 89와 유사하게 내부를 조성했으며, 색상만 달랐다. 파란색과 회색 톤은 오프 화이트 톤으로 바뀌었고, 바닥은 벽돌 빨간색, 좌석은 무지개 패턴으로 Yo Kaminagai가 디자인하였다.
이 열차는 딜리담 멀티미디어 시스템(MF 01 1편성에 처음 도입)과 보안 카메라를 탑재한 최초의 생산 편성이다. 또한, 11 kW의 출력과 에어컨 시스템을 갖춘 최초의 고무차륜 철도 차량이다. 대부분의 열차는 MP 89CA 열차와 유사한 고무 연결통로가 장착되어 있다. 그러나 533호 이상 열차는 MF 01형식 통로가 설치되어 있다.

## 기술 사양

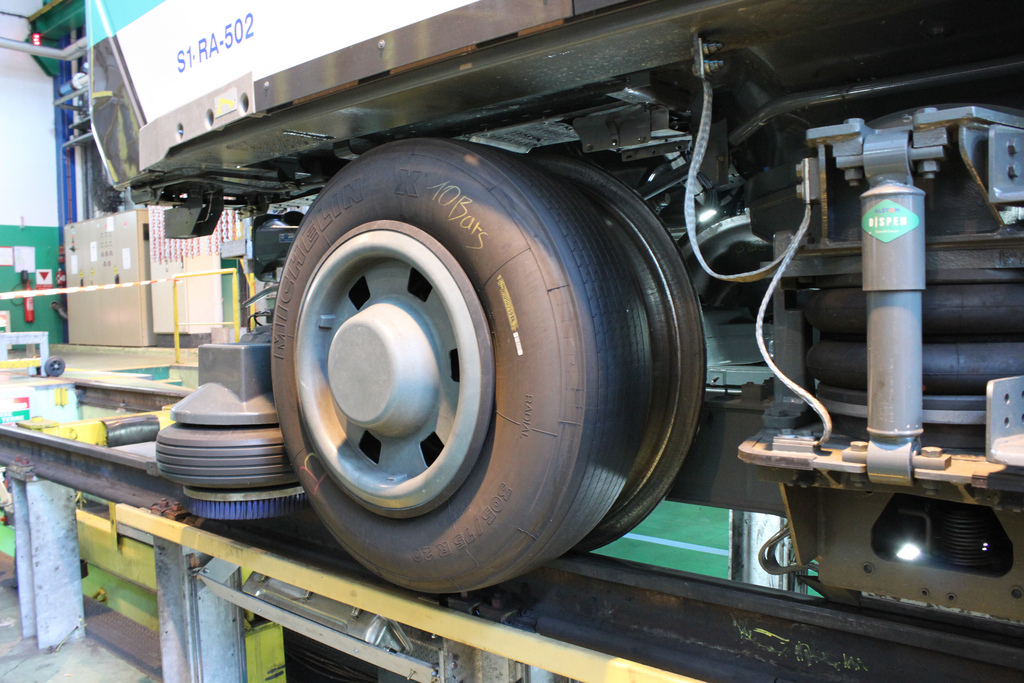
MP 05의 대차, 고무차륜 안의 플랜지형 철제차륜, 철제 궤도 위의 수직 접촉 집전 슈가 보인다.

기술 사양은 MP 89와 유사하며, 전력 시스템, 멀티미디어 시스템, 실내 온도 제어와 같은 일부 현대화된 조정 사항이 있다. MP 05의 견인 시스템은 MF 01의 견인 시스템과 동일하다. MP 05는 전송의 개선으로 인해 MP 89보다 낮은 소음 수준을 가진다.
- 편성 길이: 90,280 mm
- 전폭: 2,440 mm
- 전고: 3,480 mm
- MT비: S+N+N+N+N+S
- 좌석수: 144
- 접이식 좌석수: 72
- 좌석 승객수용 인원: 578 (1 m2당 승객 4명)
- 차량당 출입문 3개 (자동식)
- 출력: 6 x 300 kW (대차당 1개의 유도전동기)
- 영업최고속도: 80 km/h
- 기동가속도: 1.35 m/s2

## 기타
MP 05 열차는 파리 메트로에만 한정되어 있는 반면, 로잔 메트로의 M3호선에 대한 개조차량이 생산될 수 있다는 추측이 있다. 신규 노선 계획에서 현재 M2호선을 따라 운영되고 있는 MP 89CA 변형 차량과 일치하는 차량을 보여주었다.